# Budachów (stacja kolejowa)
Budachów – stacja kolejowa w Budachowie w Polsce, w województwie lubuskim, w powiecie krośnieńskim, w gminie Bytnica.

## Wymiana pasażerska
| Rok  | Wymiana pasażerska na dobę |
| ---- | -------------------------- |
| 2017 | 100-149                    |
| 2022 | 100-149                    |